# Rusila Nagasau
Pas d'image ? Cliquez ici

a Compétitions nationales et continentales officielles uniquement.

b Matchs officiels uniquement.
Dernière mise à jour le 5 mars 2025.
Rusila Nagasau, née le 4 août 1987 à Nausori (Fidji), est une joueuse internationale fidjienne de rugby à sept et internationale de rugby à XV. Olympienne, elle a remporté une médaille de bronze lors des Jeux olympiques de Tokyo.

## Biographie
Rusila Nagasau fait ses débuts avec l'équipe des Fidji de rugby à sept en 2007 lors de la Pacific Cup organisée en Papouasie-Nouvelle-Guinée. Elle a commencé sa carrière dans le rugby à XV avec le Marist Sea Hawks Club. Finaliste de la Pacific Cup en 2009, membre de l'équipe en 2011, elle participe à sa première Coupe du monde en Russie en 2013.
En 2015, Nagasau marque quatre essais en finale du championnat d'Océanie de rugby à sept.
Membre de l’équipe olympique aux Jeux olympiques de Rio auprès d'Ana Maria Roqica (en), sa cousine qui est capitaine de l'équipe, Nagasau est nommée pour le titre de joueuse fidjienne de rugby à sept de l'année en 2017.
Porte-drapeau de la délégation fidjienne olympique et capitaine de l'équipe nationale, elle mène les Fijianas à la première médaille féminine de l'histoire des Fidji aux Jeux olympiques lors des Jeux olympiques de Tokyo.
En 2022, elle devient ambassadrice du programme Get Into Rugby Plus avec pour objectif de développer le rugby dans le pays et d'amener des filles à jouer et à entraîner. 
Sélectionnée pour disputer les Jeux du Commonwealth de 2022, elle est une nouvelle fois capitaine de l'équipe. En septembre 2022, à 35 ans, elle déclare vouloir terminer sa carrière sur un titre lors de la Coupe du monde de rugby à sept. Battue en quart de finale par l'équipe de France, elle ne peut faire mieux qu'une cinquième place du tournoi. En septembre elle est sélectionnée pour disputer la Coupe du monde de rugby à XV en Nouvelle-Zélande sous les couleurs des Fidji.
En janvier 2025, il est annoncé qu'elle rejoint la franchise du Fijiana Drua pour la saison 2025 du Super Rugby Women's.

## Palmarès
Rusila Nagasau a reçu les médailles et distinctions suivantes au cours de sa carrière :
- Médaille de bronze en rugby à sept aux Jeux olympiques d'été de 2020 à Tokyo,  Japon.
- Joueuse de l'année de l'équipe des Fidji de rugby à XV en 2019.
- Joueuse de rugby la plus capée du l'équipe des Fidji féminine de rugby à sept.
- Sportive fidjienne de l'année 2020.